# Kijkuit (Breskens)
Kijkuit  is een voormalige buurtschap in de gemeente Sluis. De buurtschap lag ten zuidoosten van Breskens. Kijkuit behoorde voorheen deels tot de gemeente Groede. De buurtschap lag in de Kijkuit Verse Polder. Door uitbreidingen van Breskens is Kijkuit in de bebouwde kom van Breskens komen te liggen. De laatste kaart die Kijkuit nog als aparte buurtschap noemt, stamt uit 1933. Toch noemde de Zeeuwse Encyclopedie de buurtschap nog in 1982-1984. Kijkuit is tegenwoordig nog herkenbaar aan de bebouwing aan de straat Kijkuit, een zijstraat van de Dorpsstraat ter hoogte van bushalte: Breskens Vogelenzang. 

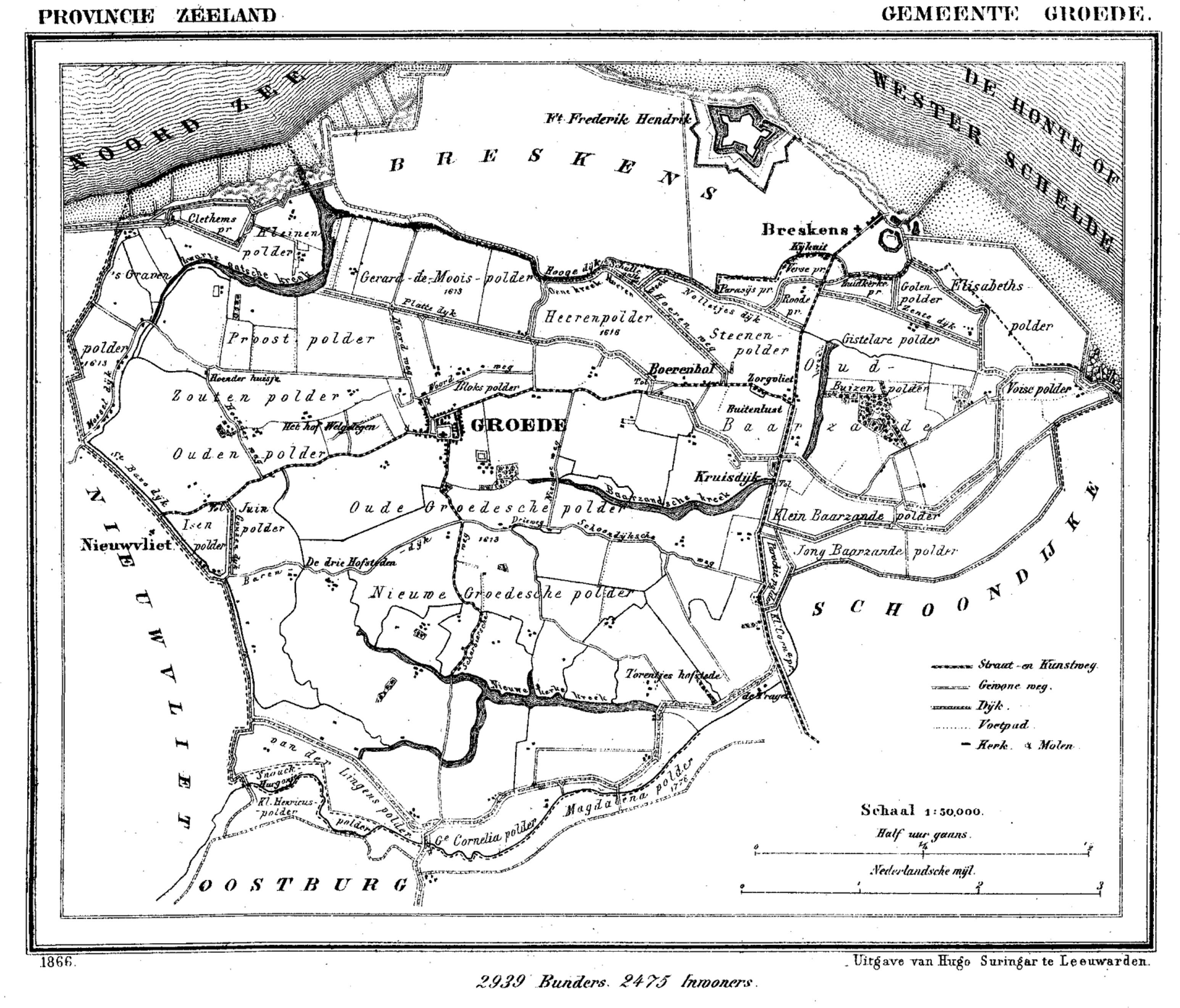
Een gemeentekaart van de gemeente Groede uit 1866 met Kijkuit aangegeven.